# Mylabris amoenula
Mylabris amoenula is een keversoort uit de familie van oliekevers (Meloidae). De wetenschappelijke naam van de soort is voor het eerst geldig gepubliceerd in 1849 door Ménétriés.